# Naturreservat Sjaunja
Das Naturreservat Sjaunja ist ein 285.000 Hektar großes Naturreservat in Schwedisch-Lappland, ca. 60 km nördlich des Polarkreises. Das Gebiet liegt zwischen dem Lule-Fluss im Süden und dem Kaitumfluss im Norden. Im Osten wird es von der Inland-Eisenbahnlinie und im Westen vom Stora Sjöfallet-Nationalpark begrenzt. Die größte West-Ost-Ausdehnung beträgt 110 km und die größte Nord-Süd-Ausdehnung 45 km. Im schwedischen Umweltatlas ist Sjaunja als zweitgrößter Kern noch völlig unberührter, wegloser Wildnis ausgewiesen. Östlich der Fjällberge, die nur einen kleinen Teil des Reservates ausmachen, besteht das Gebiet aus einer moor- und seenbedeckten Ebene, aus der nur noch vereinzelte abgerundete Fjällkuppen über die Waldgrenze ragen. Die höchste Erhebung im Reservat ist der Kårsatjåkka mit 1.730 m ü. NN. Sjaunja ist die schwedische Schreibweise des samischen Namens Sjávnnjá.

## Natur

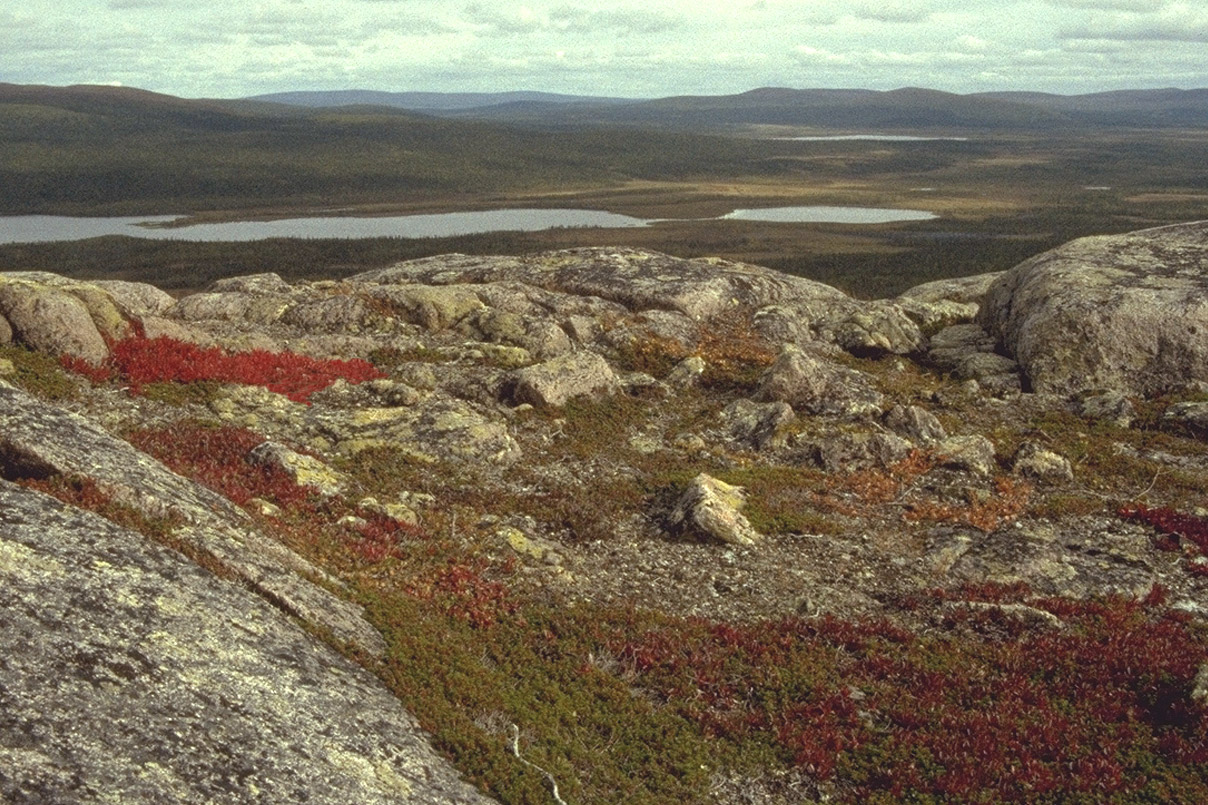
Blick von Süden auf den Saaivajaure im Sjaunja Naturreservat

Das 1988 gegründete zweitgrößte schwedische Naturreservat umfasst große Areale von Kiefern- und Fichtenurwald (40–50.000 ha), Mooren, Birkenwäldern und Fjäll (Bergtundra) und beherbergt den größten Moorkomplex des westlichen Nordeuropas (ohne Russland). Die Vegetation außerhalb der Wälder und Moore besteht vorwiegend aus mittelalpinen Grasheiden. Sjaunja ist zusammen mit den Nationalparks und Naturreservaten Padjelanta, Sarek, Stora Sjöfallet, Muddus, Stubba und Tjuolda ein Bestandteil des UNESCO-Welterbes „Laponia“.
Das Naturreservat liegt in der subpolaren Zone. Das Klima ist daher kontinental mit großen Temperaturschwankungen zwischen Sommer und Winter. Die Schneedecke im Winterhalbjahr ist meist dünn.
Kein anderes Schutzgebiet in Schweden bietet eine so vielfältige Tierwelt. In Sjaunja brüten mehr als 150 verschiedener Vogelarten, wovon etwa die Hälfte typische Vögel der Feuchtgebiete sind. Der Singschwan findet hier sein wichtigstes Nistgebiet in Europa. Andere Arten sind zum Beispiel die Waldsaatgans, der Zwergsäger, der Ohrentaucher, die Doppelschnepfe, die Zwergschnepfe, der Seeadler, der Steinadler und der Rotkehlpieper bis hin zur Waldammer in den Sumpfwäldern.
Im Gebiet treten 25 Säugetierarten auf, was eine ungewöhnlich große Zahl darstellt. Unter anderem wären der Braunbär, der Nordluchs, der Vielfraß, der Fischotter und die Polar-Rötelmaus zu nennen. Von dem in Skandinavien sehr selten gewordenen Wolf wandern ab und zu einzelne Tiere von der russischen Halbinsel Kola in das Gebiet ein.

## Nutzung
Die einzig zugelassene Nutzung im Gebiet ist die Rentierwirtschaft, denn Sjaunja ist ein wichtiges Weidegebiet zweier samischer Rentierzüchterverbände (Samebyer). Die Siedlungen der Saami liegen ausschließlich an den äußeren Rändern des Gebietes. Im Innern finden sich weder Häuser noch Straßen.

## Tourismus
Der berühmte schwedische Fjällwanderpfad Kungsleden schneidet den westlichen Zipfel des Gebietes. Dort liegen die Teusajaure-Hütten, die einzigen Gebäude des gesamten Reservates. Im zentralen Teil ist Sjaunja völlig unzugänglich, da es weder bezeichnete Wege, noch Brücken oder Übernachtungshütten gibt. Die auf topographischen Karten eingezeichneten Pfade existieren zum größten Teil nicht mehr. Mehrtägige Trekkingtouren in Sjaunja sind aufgrund der genannten Verhältnisse sehr riskant. Üblicherweise wird das Gebiet im Sommer per Kanu über den Sjaunjaätno-Fluss herauf bereist und im Winter über einige vorgegebene Schneemobilpfade.

## Schutzstatus

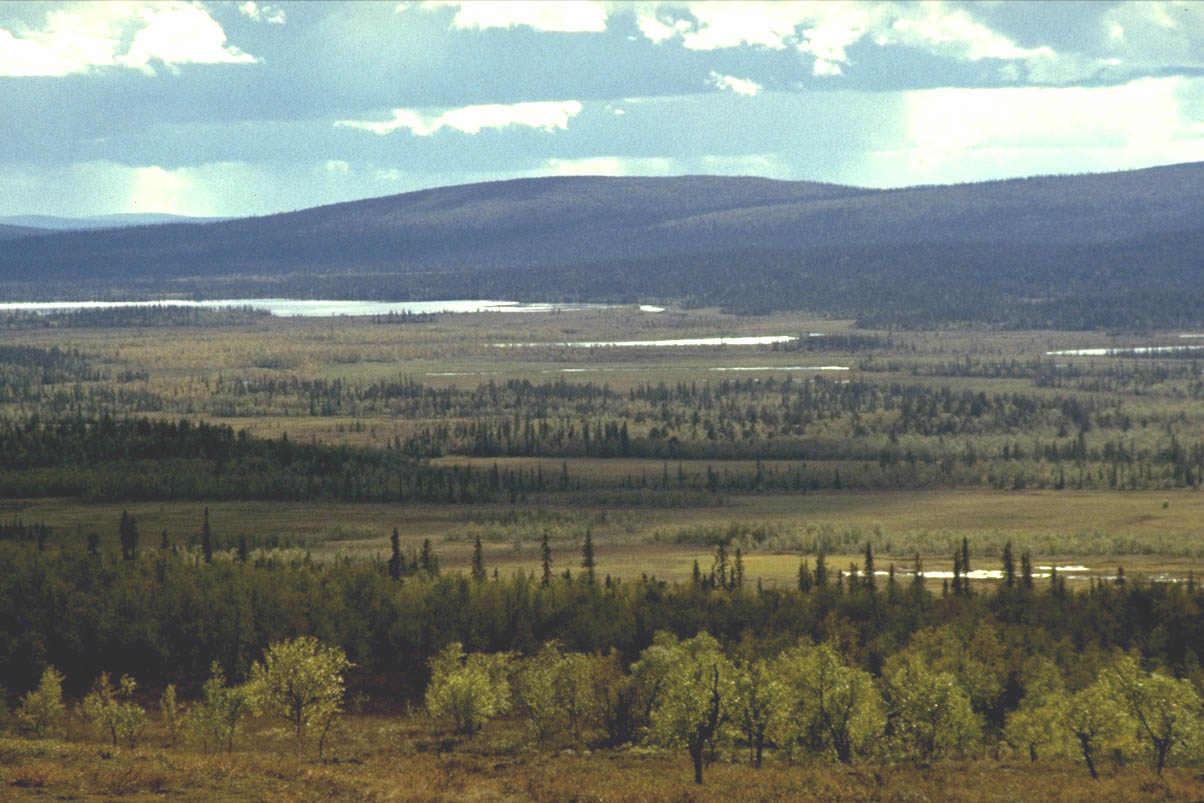
Blick auf die Moorebene Sjaunja Ape vom Hang des Tjuolpuk-Massives nach Süden

Über den nationalen Schutzstatus eines Naturreservates hinaus wird die Unversehrtheit des Gebietes als Naturerbe der Menschheit durch fünf weitere international bindende Schutzstatus gesichert:
- International bedeutendes Feuchtgebiet nach der Ramsar-Konvention
- „Important Bird Area“ (Wichtiges Vogelschutzgebiet) nach der international führenden Vogelschutzorganisation BirdLife International
- „Specially Protected Area“ nach der Vogelschutzrichtlinie der EU
- „Natura 2000“-Gebiet nach der Fauna-Flora-Habitat-Richtlinie der EU
- Teil des UNESCO Weltnatur- und kulturerbe-Gebietes „Laponia“

## Bedrohung

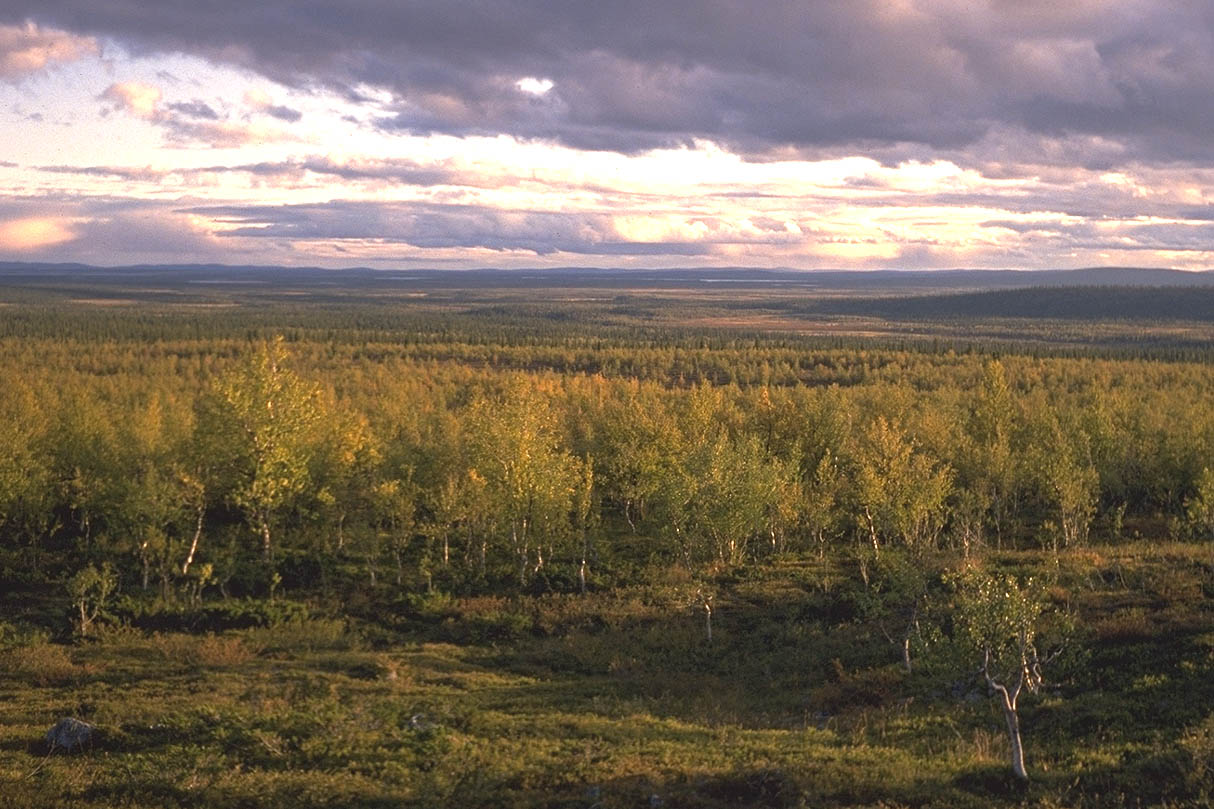
Blick nach Osten ins Waldland von Sjaunja

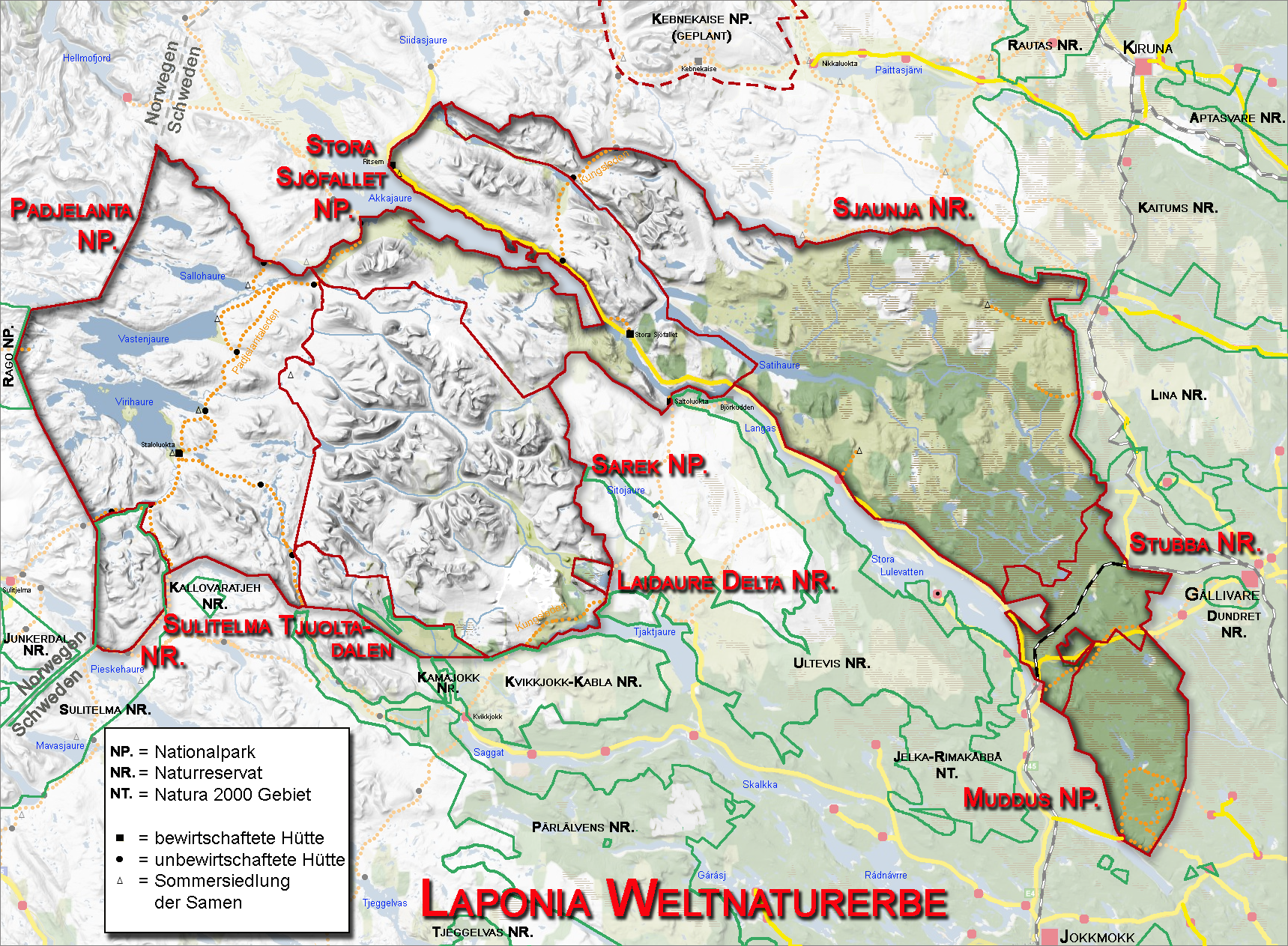
Sjaunja Naturreservat im Weltnaturerbe Laponia

Obwohl Sjaunja strengen Schutzbestimmungen unterliegt, ist auch dieses abgelegene Naturgebiet bedroht. So erhielt der Bergbaukonzern „International Gold Exploration“ nach einer Information des SNF am 11. Dezember 2006 gegen den Widerstand der Umweltbewegung und der schwedischen Grünen die Erlaubnis, über drei Jahre in einem ca. 600 ha großen Gebiet westlich des Sees Riteljaure nach Kupfer und Gold zu suchen. Die Kritiker befürchten eine Ausweitung der Erlaubnis auf weitere Erze wie zum Beispiel Uran. Eine Klagemöglichkeit durch die Umweltverbände besteht nicht. Diese sehen die Gefahr eines Präzedenzfalles, der zukünftig den Bergbau in geschützten Gebieten ermöglicht. Insbesondere der Abbau von Gold und Uran kann erhebliche Auswirkungen auf die umliegenden Ökosysteme haben. Darüber hinaus befürchten sie einen Imageverlust der international als vorbildlich geltenden, schwedischen Naturschutzpolitik.
Die größte Gefahr für Sjaunja – und die gesamte Nordkalotte – geht jedoch von der drohenden globalen Erwärmung der Erdatmosphäre aus, die im hohen Norden wahrscheinlich zum Auftauen der Permafrostböden führen wird. Erste Anzeichen dieses Auftauens können bereits an anderen Stellen Lapplands beobachtet werden (zum Beispiel in der Nähe des Klimaforschungsprojektes Arctic Biosphere Atmosphere Coupling at Multiple Scales bei Abisko). Beim Auftauen des gefrorenen Torfes werden große Mengen gebundenen Methans freigesetzt. Methan wiederum hat ein weitaus größeres Treibhauspotenzial als Kohlendioxid und verstärkt damit die Erwärmung nochmals. Die rasche Klimaveränderung wird eine Verlagerung der Vegetationszonen in höhere Regionen verursachen sowie Veränderungen der Fauna. So verschieben sich zum Beispiel die Zeiten des Vogelzuges und von Süden wandern Arten ein, die bisher nicht hier vorkamen. Diese Veränderungen bringen den in Jahrtausenden gewachsenen und besonders empfindlichen Naturhaushalt des subarktischen Ökosystems empfindlich durcheinander, so dass die Gefahr ökologischer Katastrophen (Schädlingsbefall, abnehmende Vitalität, Brände, Störungen im Stoff- oder Nahrungskreislauf u. ä.) erheblich zunehmen werden.